# توم هالر
توم هالر (بالإنجليزية: Tom Haller)‏ هو لاعب كرة قدم أمريكية أمريكي، ولد في 23 يونيو 1937 في لوكبورت في الولايات المتحدة، وتوفي في 26 نوفمبر 2004 في لوس أنجلوس في الولايات المتحدة.

## وصلات خارجية
- توم هالر على موقع دوري كرة القاعدة الرئيسي (الإنجليزية)
- توم هالر على موقعبيزبول رفرنس.كوم (الدوري الرئيسي) (الإنجليزية)
- توم هالر على موقعبيزبول رفرنس.كوم (الدوري الثانوي) (الإنجليزية)
- توم هالر على موقع جمعية أبحاث البيسبول الأمريكية (الإنجليزية)
- توم هالر على موقع إي إس بي إن.كوم (أم.أل.بي) (الإنجليزية)
- توم هالر على موقع مشجعي الرسوم البيانية (الإنجليزية)
- توم هالر على موقع كلية كرة السلة في سبورتس رفرنس.كوم (الإنجليزية)